# Manuel María Paz

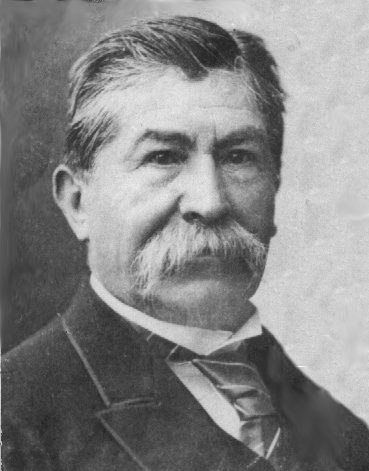
Manuel Maria Paz

Manuel María Paz Delgado (* 6. Juli 1820 in Almaguer; † 16. September 1902 in Bogotá) war ein kolumbianischer Soldat, Kartograf und Zeichner.

## Leben und Wirken
Manuel María Paz Delgado wurde am 6. Juli 1820 im Dorf Almaguer im kolumbianischen Departamento del Cauca geboren. Seine Eltern waren Domingo de Paz und Baltazara Delgado und er hatte zwei Geschwister, José Miguel de Paz und Carmen de Paz. Nach einem geisteswissenschaftlichen Studium in seiner Geburtsstadt schloss er sich am 29. Dezember 1839 zuerst der Guardia Local de Popayán an und wurde kurz darauf in die Guardia Nacional de Yacuanguer aufgenommen.
Als Soldat nahm er an mehreren Bürgerkriegen in der Republik Neugranada teil. Über die Jahre stieg er in der militärischen Hierarchie auf, bis er 1848 zum Coronel (entspricht Oberst) befördert wurde. Parallel entwickelte er auch seine Karriere als Zeichner und Kartograf und stellte im Jahr 1848 auf der Kunstausstellung „Mesa Revuelta“ seine Werke aus.

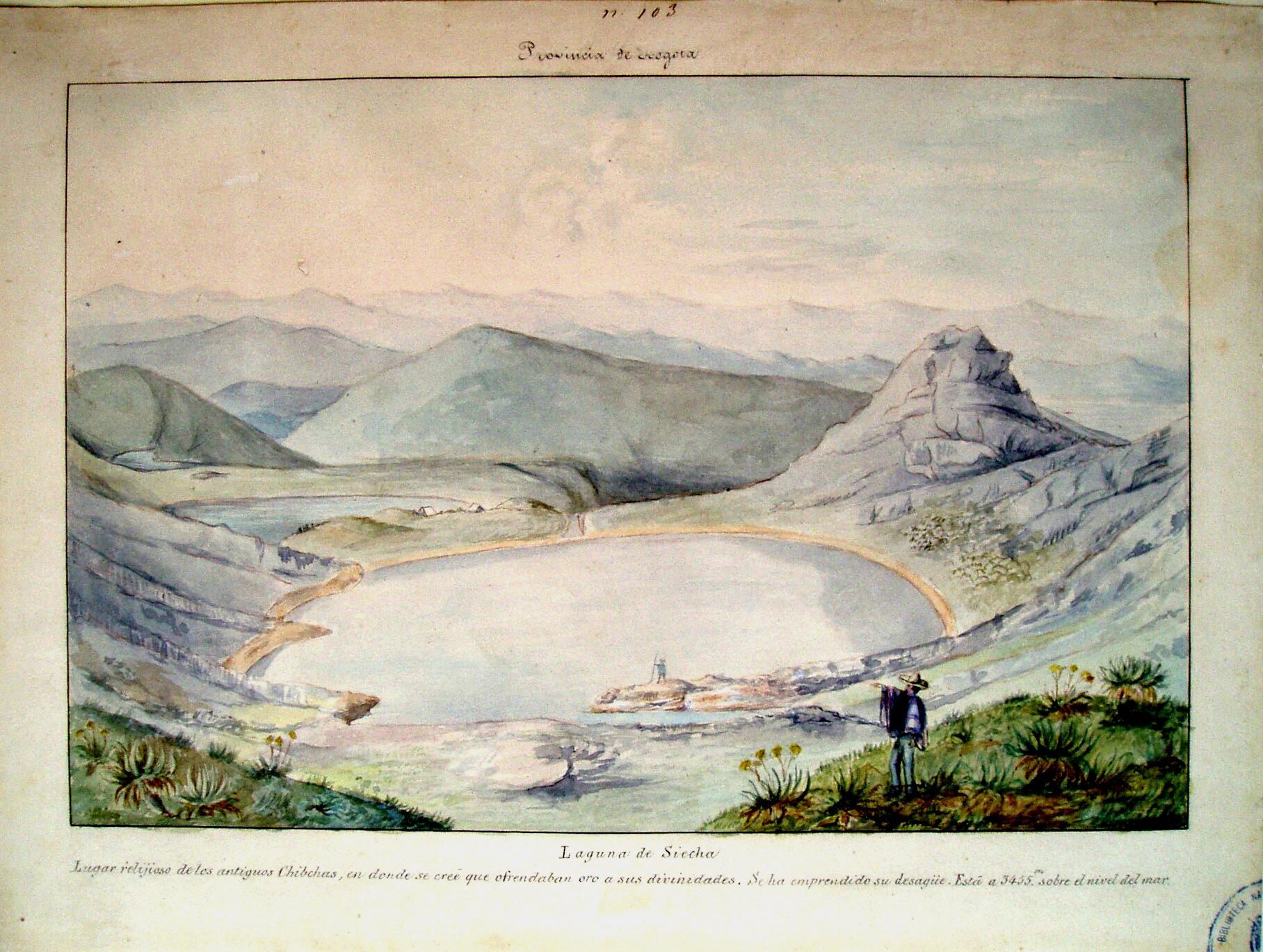
Bild der Lagunas de Siecha (1855) im Parque Nacional Natural Chingaza, gemalt von Manuel María Paz Delgado

Im Jahre 1852 heiratete er Felisa Castro und bekam mit ihr sechs Kinder: José Domingo, Felisa, Francisco, María, Ana María und Julián. Ein Jahr später wurde er Mitglied der Comisión Corográfica, in der er zusammen mit Henry Price als Zeichner wirkte.
Zwischen 1853 und 1858 erstellte er 127 Ansichten, die zum einen die Arbeit der Kommission illustrierten, aber teilweise zusammen mit Agostino Codazzi eigenständig veröffentlicht wurden. Mit jenem arbeitete er zu dieser Zeit auch an der Erstellung der Karten der verschiedenen Regionen des Landes zusammen.
Mit dem Tod Codazzis (1859) in den Armen seines Freundes Manuel María Paz Delgado kam die Arbeit der Kommission zum Stillstand. Um das gesammelte Wissen nicht zu verlieren, schloss Tomás Cipriano de Mosquera einen Vertrag mit Manuel María Paz Delgado und Manuel Ponce de León mit dem Ziel, das unter Codazzi Begonnene abzuschließen und zu publizieren. Daraus resultierten 1865 der Atlas de los Estados Unidos de Colombia und 1889 der Atlas Geográfico e Histórico de la República de Colombia. Für seine Leistung insbesondere beim zweiten Atlas nahm ihn die Société de Géographie am 6. Dezember 1889 als Mitglied auf.
Während der Arbeit an den Atlanten nahm er an zahlreichen Ausstellungen teil.
Manual María Paz Delgado starb am 16. September 1902 in San Victorino, einem heutigen Stadtteil von Bogotá.

## Veröffentlichungen
- Atlas de los Estados Unidos de Colombia (1865). Mitherausgeber
- Atlas Geográfico e Histórico de la República de Colombia (1889). Mitherausgeber
- Carta del territorio de los chibchas (1894).
- Diccionario Geográfico Estadístico Histórico de la Nueva Granada.
- Itinerario general de las distancias que existen en la capital de los Estados Unidos de Colombia a las diferentes poblaciones de cada uno de los estados (1870).
- Láminas de la Comisión Corográfica (1853–1858).
- Mapa Económico de la Republica de Colombia.
- Mapa General de Colombia y los particulares de los Estados (1873).
- Primer Itinerario de Distancias de la República de Colombia.
- Libreta de apuntes (2011) Faksimile der Zeichnungen aus der VII. und VIII. Expedition der Comisión Corográfica. Herausgegeben von der Universidad de Caldas und der Universidad EAFIT.